# Grupo de Exércitos Sul

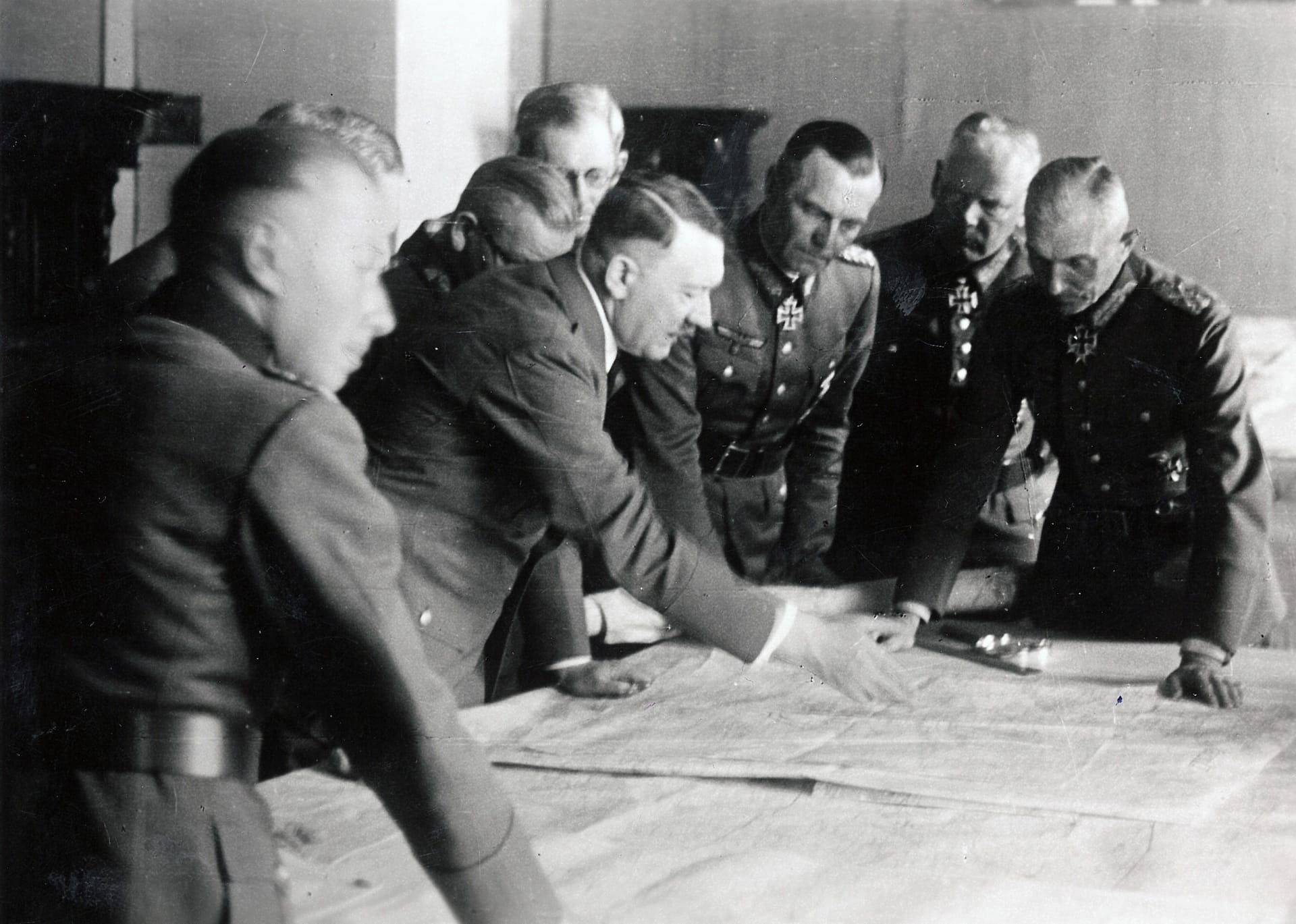
Hitler e seus comandantes no quartel-general do Grupo de Exércitos do Sul.

Grupo de Exércitos Sul (alemão: Heeresgruppe Süd) foram diversos grupos de exércitos alemães durante a Segunda Guerra Mundial.

## Comandantes
| Comandante                                | Data                                                        |
| ----------------------------------------- | ----------------------------------------------------------- |
| Generaloberst Gerd von Rundstedt          | (1 de Setembro de 1939 - 15 de Outubro de 1939)             |
| Generalfeldmarschall Gerd von Rundstedt   | (10 de Junho de 1941 - 1 de Dezembro de 1941)               |
| Generalfeldmarschall Walter von Reichenau | (1 de Dezembro de 1941 - 17 de Janeiro de 1942) (Death) (1) |
| Generalfeldmarschall Fedor von Bock       | (17 de Janeiro de 1942 - 13 de Julho de 1942)               |
| Generalfeldmarschall Erich von Manstein   | (? Fevereiro de 1943 - 31 de Março de 1944)                 |
| Generalfeldmarschall Walter Model         | (31 de Março de 1944 - 4 de Abril de 1944)                  |
| Generaloberst Johannes Frießner           | (? Setembro de 1944 - 28 de Dezembro de 1944)               |
| Generalfeldmarschall Otto Wöhler          | (28 de Dezembro de 1944 - 25 de Março de 1945)              |
| Generaloberst Dr Lothar Rendulic          | (25 de Março de 1945 - 2 de Abril de 1945)                  |
| General der Infanterie Friedrich Schulz   | (2 de Abril de 1945 - 8 de Maio de 1945)                    |

A primeira vez que a denominação foi usada foi na campanha da Polônia, em setembro de 1939, quando o Grupo de Exércitos Sul nesta campanha militar foi comandado pelo marechal Gerd von Rundstedt e pelo general Erich von Manstein.
Na frente oriental, o Grupo de Exércitos Sul foi um dos três grupos de exércitos usados durante a Operação Barbarossa, a invasão da URSS, pela Alemanha, em junho de 1941. O principal objetivo destes exércitos era conquistar a Ucrânia e sua capital Kiev. A Ucrânia era o maior centro industrial e mineiro da União Soviética e tinha uma grande espaço propício à agricultura e instalação de fazendas, desejado pelos planos de Adolf Hitler de criar um Lebensraum (espaço vital) para o Reich.
A principal missão deste grupo era avançar até o rio Volga, destruindo parte do Exército Vermelho e abrindo caminho para os Grupos de Exércitos Centro e Norte, em sua ofensiva a Moscou e Stalingrado. Para levar adiante esta missão, o Grupo era formado pelo 1º Grupo Panzer, os 6º, 11º e 17º exércitos alemães e os 3º e 4º exércitos romenos.
Em preparação para o Operação Azul, o ataque ao Cáucaso e ao sudoeste da Rússia em 1942, ele foi dividido em dois grupos, Grupos de Exércitos A e B.
Em fevereiro de 1943, o Grupo de Exércitos Don e o Grupo de Exércitos B foram unidos e redesignados Grupo de Exércitos Sul. Em abril de 1944 ele foi renomeado como Grupo de Exércitos Norte da Ucrânia, voltando a designação anterior em setembro do mesmo ano.
Nos últimos momentos da II Guerra Mundial, o Grupo de Exércitos Sul foi novamente renomeado, passando a se chamar Grupo de Exércitos Ostmark. Com esta designação, ele encerrou sua participação na guerra, lutando na Áustria e na Tchecoslováquia, rendendo-se em 8 de maio de 1945.